# Kanton Alès-Ouest

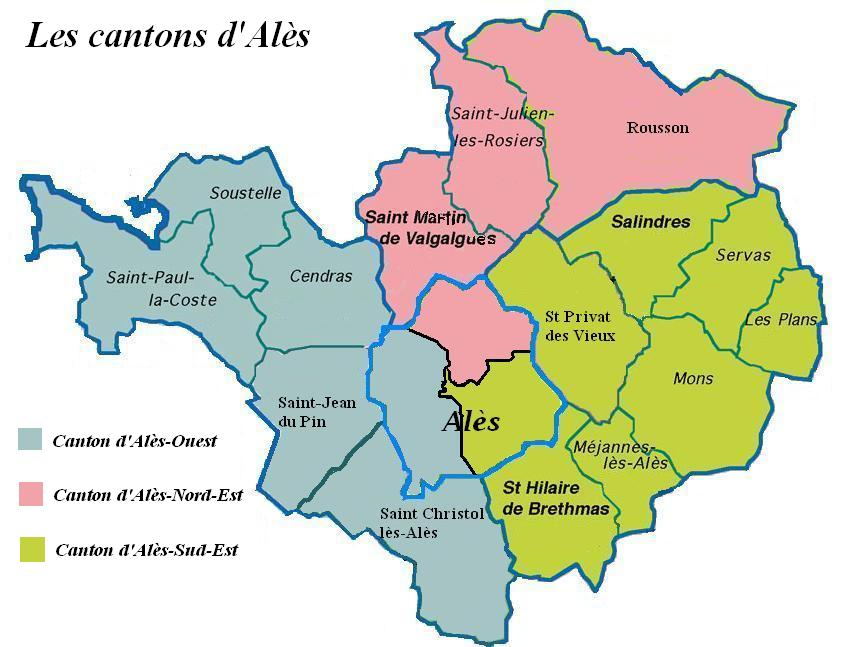
Die drei Kantone von Alès (bis 2015)

Der Kanton Alès-Ouest war von 1858 bis 2015 ein französischer Wahlkreis im Arrondissement Alès, im Département Gard und in der Region Languedoc-Roussillon. Er hatte den Hauptort Alès und wurde im Rahmen einer landesweiten Neugliederung der Kantone aufgelöst.

## Gemeinden
Der Kanton bestand aus einem Teil von Alès (angegeben ist die Gesamteinwohnerzahl der Stadt) und fünf weiteren Gemeinden:
| Gemeinde                | Einwohner Jahr | Fläche km² | Bevölkerungsdichte | Code INSEE | Postleitzahl |
| ----------------------- | -------------- | ---------- | ------------------ | ---------- | ------------ |
| Alès                    | 40.711 (2013)  | –          | – Einw./km²        | 30007      | 30100        |
| Cendras                 | 1913 (2013)    | 12,86      | 149 Einw./km²      | 30077      | 30480        |
| Saint-Christol-lez-Alès | 6863 (2013)    | 20,25      | 339 Einw./km²      | 30243      | 30380        |
| Saint-Jean-du-Pin       | 1426 (2013)    | 13,96      | 102 Einw./km²      | 30270      | 30140        |
| Saint-Paul-la-Coste     | 295 (2013)     | 18,95      | 16 Einw./km²       | 30291      | 30480        |
| Soustelle               | 146 (2013)     | 11,09      | 13 Einw./km²       | 30323      | 30110        |